# Petit-duc de Maurice
Otus sauzieri
Espèce
Synonymes
- Mascarenotus sauzieri

Statut de conservation UICN

 EX  : Éteint
Le Petit-duc de Maurice (Otus sauzieri, anciennement Mascarenotus sauzieri) est une espèce d'oiseaux de la famille des strigidés aujourd'hui disparue et autrefois endémique de l'île Maurice, dans l'océan Indien.

## Disparition
Le zoologiste français Julien Desjardins (1799-1840) a pu écrire que cette espèce, qui est un petit-duc, était relativement commune dans les forêts de l'île jusque dans les années 1830. Or, la dernière observation d'un individu vivant date de 1837. Aussi, selon Clark, l'extinction de l'espèce remonterait à 1859.
Quelques spécimens fossiles sont conservés à Paris et Londres.

## Noms scientifiques synonymes
- Strix newtoni
- Otus commersoni, nommée d'après Philibert Commerson (1727-1773), qui l'a décrit à la suite de quelques autres voyageurs.

## Noms vernaculaires
Cette espèce a été appelée petit-duc de Commerson, petit-duc de l'île de France ou encore hibou cornu.

## Taxonomie
Avec le Petit-duc de la Réunion (Otus grucheti) et le Petit-duc de Rodrigues (Otus murivorus), ces trois espèces formaient le genre disparu Mascarenotus mais le 20 janvier 2021, lors de la mise à jour 11.1 de sa classification de référence, l'Union internationale des ornithologues a décidé de placer ces trois espèces dans le genre Otus comprenant déjà la majorité des Petit-ducs.

## Informations complémentaires
- Endémisme à l'île Maurice
- Liste des espèces d'oiseaux disparues